# Emile Heskey
Emile William Ivanhoe Heskey (ur. 11 stycznia 1978 w Leicesterze) – angielski piłkarz występujący na pozycji napastnika.
Swoją karierę Heskey zaczynał w roku 1994 w Leicester City. Sześć lat później za kwotę 11 milionów funtów przeszedł do Liverpoolu. Klub ten zarazem pobił swój rekord w sumie wydanej za jednego gracza. W Liverpoolu Heskey zdobył wiele trofeów, między innymi Puchar Anglii w roku 2001. W roku 2004 został kupiony przez Birmingham City, dwa lata później przeszedł do Wigan Athletic, skąd w roku 2009 trafił do Aston Villi.
Heskey jest pochodzenia antiguańskiego, jednak gra w reprezentacji Anglii. Zadebiutował w niej w roku 1999 w zremisowanym 1:1 meczu z Węgrami. W barwach narodowych wystąpił 62 razy i zdobył siedem bramek. Po Mistrzostwach Europy 2004 stracił miejsce w kadrze. W tym czasie zawodnik był bardzo krytykowany. Do reprezentacji powrócił we wrześniu 2007 roku na spotkania eliminacyjne do Euro 2008.

## Dzieciństwo i początki kariery
Heskey urodził się w rodzinie pochodzącej z Antigui i Barbudy w Leicester w hrabstwie Leicestershire, jako syn Tyrone’a Heskeya. Uczęszczał do tej samej szkoły co Gary Lineker. W dzieciństwie uprawiał lekkoatletykę. Interesował się jednak piłką nożną, jego idolami byli Ian Wright i John Barnes. Swoją karierę piłkarską rozpoczynał w Ratby Groby Juniors – drużynie juniorskiej z Leicester. Wyróżniał się spośród swoich rówieśników i w wieku dziewięciu lat rozpoczął treningi w akademii piłkarskiej Leicesteru City. W roku 1994 był chłopcem od podawania piłek w finałowym meczu play-offów First Division, w którym występował Leicester City.

## Kariera klubowa

### Leicester City
Po grze w zespołach juniorskich podpisał zawodowy kontrakt z klubem i 8 marca 1995 roku, w wieku 17 lat zadebiutował w Premier League w spotkaniu z Queens Park Rangers. W sezonie 1995/1996 stał się podstawowym zawodnikiem Leicesteru, wystąpił wówczas w 34 spotkaniach i awansował ze swoim zespołem do Premier League. W czasie tego sezonu Heskey zdobył siedem bramek, w tym swoją pierwszą w zawodowej karierze, strzelił ją w spotkaniu z Norwich City.
W czasie sezonu 1996/1997 zdobył 10 goli w 35 ligowych spotkaniach oraz strzelił bramkę na 1:1 w finale Pucharu Ligi z Middlesbrough. W drugim spotkaniu Leicester City wygrał i zdobył puchar. W czasie następnego sezonu Leeds United oraz Tottenham Hotspur wyrazili zainteresowanie Heskeyem, a on ponownie zdobył 10 bramek w lidze, przez co stał się najlepszym strzelcem klubu tego sezonu. Jednak rok później strzelił sześć bramek w najwyższej klasie rozgrywkowej i był krytykowany za małą liczbę goli i łatwe przewracanie się na boisku. W trakcie następnego sezonu, Heskeyowi w ataku towarzyszył Tony Cottee, który zdobył więcej bramek z powodu niesamolubnego stylu gry Anglika. Trener zespołu, Martin O’Neill stwierdził, że to właśnie oni utrzymują drużynę w Premier League. Leicester City wygrał również w tym sezonie Puchar Ligi po pokonaniu Tranmere Rovers.

### Liverpool

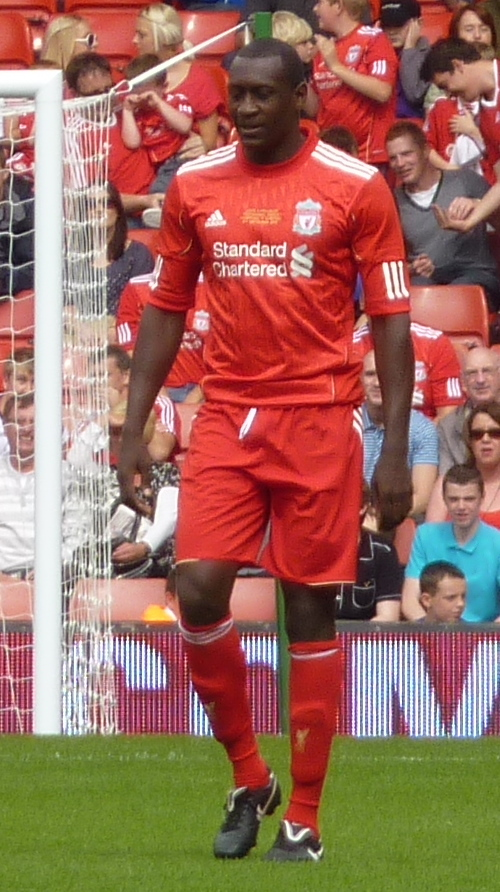
Heskey w barwach Liverpoolu podczas pamiątkowego meczu z okazji jubileuszu Jamiego Carraghera

Heskey przeszedł do Liverpoolu w marcu 2000 roku za kwotę 11 milionów funtów, co było wówczas rekordem transferowym dla The Reds. Trener Liverpoolu, Gérard Houllier nie mógł się doczekać pracy z nim, jednak oświadczył, że „nie zakończył on jeszcze swojego piłkarskiego rozwoju”. Prasa uważała, że transfer jest drogi i ryzykowny, a Heskey jest stosunkowo niedoświadczony i nie jest dobrym strzelcem. Był on jednak darzony szacunkiem przez selekcjonera kadry Anglii do lat 21, Petera Taylora i ówczesnego piłkarza Liverpoolu, Michaela Owena. Ian Rush stwierdził, że Heskey „da grze Liverpoolu inny wymiar” i przyniesie siłę do ataku klubu, skomplementował on również Owena i Robbiego Fowlera za ich szybkość. W nowym klubie napastnik zadebiutował 11 marca 2000 roku w ligowym spotkaniu z Sunderlandem. 1 kwietnia w meczu z Coventry City zdobył natomiast pierwszą bramkę dla Liverpoolu. Sezon 1999/2000 zakończył z 12 ligowymi występami oraz trzema bramkami. Rok później odpowiedział na wcześniejsze zarzuty angielskiej prasy, zdobywając 23 bramki we wszystkich rozgrywkach. Wystąpił także wraz z Robbiem Fowlerem w wygranym 2:1 finale Pucharu Anglii z Arsenalem Londyn, rozegranym 12 maja 2001 roku. Ponadto wraz ze swoim klubem zdobył Puchar Ligi, Puchar UEFA, zaś w sierpniu Tarczę Wspólnoty. W spotkaniu o Superpuchar Europy z Bayernem Monachium Heskey zdobył bramkę, a mecz zakończył się zwycięstwem Liverpoolu 3:2.
W grudniu 2002 roku Heskey był łączony z przejściem do Tottenhamu Hotspur, Houllier oświadczył jednak, że piłkarz jest częścią jego długoterminowych planów i pozostanie w klubie. Tego samego roku Anglik dał darowiznę na pomoc konsorcjum prowadzonemu przez Gary’ego Linekera na wykupienia jego byłego klubu, Leicesteru City, który doświadczył kłopotów finansowych. W sezonie 2002/2003 zdobył on dziewięć bramek w 51 rozegranych spotkaniach we wszystkich rozgrywkach. Został również skrytykowany za swoją niską średnią goli na mecz, Houllier utrzymywał jednak, że jego przyszłość w drużynie jest bezpieczna. Zdobył także ze swoim klubem po raz drugi Puchar Ligi
W styczniu 2004 roku, w spotkaniu z Newcastle United doznał kontuzji ścięgna, przez co pauzował trzy tygodnie. W sezonie 2003/2004 Heskey zaczął odczuwać coraz większą konkurencję ze strony Milana Baroša o miejsce w podstawowym składzie. Niemniej jednak zdobył 12 bramek i zapewnił sobie miejsce w kadrze Anglii na Euro 2004 w Portugalii.

### Birmingham City
Pod koniec sezonu 2003/2004, Heskey podpisał pięcioletni kontrakt z Birmingham City na kwotę 3,5 miliona funtów, która mogła wzrosnąć do sumy 6,25 miliona. Stał się zarazem najdroższym graczem Birminghamu. W przedsezonowym spotkaniu z CA Osasuna doznał kontuzji kostki, co stawiało jego występ w spotkaniu ligowym z Portsmouth pod znakiem zapytania. Ostatecznie zagrał w tym spotkaniu, zakończyło się one remisem 1:1. Swoją pierwszą bramkę zdobył z główki w ósmej minucie wygranego 1:0 meczu z Manchesterem City, rozegranego 24 sierpnia. W sezonie 2004/2005 Heskey został uznanym najlepszym graczem sezonu w klubie, najlepszym piłkarzem według kibiców oraz z 11 golami na koncie został najlepszym strzelcem drużyny w sezonie oraz zdobył najwięcej tytułów piłkarza meczu.
19 kwietnia 2006 roku w spotkaniu z Blackburn Rovers doznał kontuzji kostki. Po przejściu testów medycznych zagrał jednak 22 kwietnia w meczu z Evertonem. W sezonie 2005/2006 wystąpił w 34 ligowych meczach i wraz ze swoim zespołem spadł z Premier League. W czasie tych rozgrywek miał nierówne występy i dostawał obelgi od kibiców. Szef finansowy Birmingham Karen Brady oznajmił, że spadek Birmingham oznacza, że ostatnie 1,5 miliona funtów z całości 6,25 miliona za transfer nie zostanie zapłacone.

### Wigan Athletic

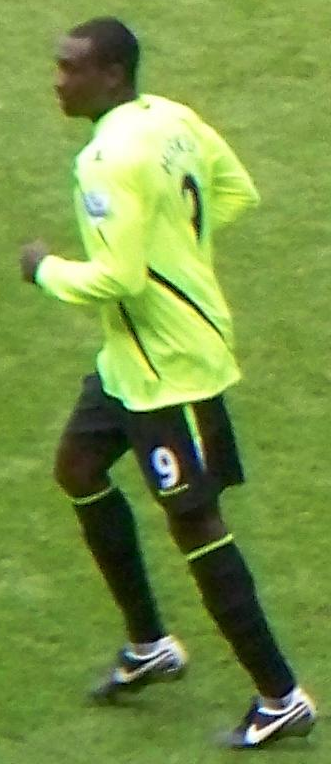
Heskey grający w Wigan Athletic

W lipcu 2006 roku za kwotę 5,5 miliona funtów przeszedł do Wigan Athletic. W klubie tym zadebiutował 19 sierpnia w przegranym 2:1 meczu z Newcastle United. 26 sierpnia w spotkaniu z Reading zdobył natomiast pierwszą bramkę dla klubu. W sezonie 2006/2007 strzelił osiem goli w 36 ligowych występach. Wigan uniknęło spadku z ligi, dzięki lepszej różnicy bramek od Sheffield United. W spotkaniu z tym klubem był bliski strzelenia gola z przewrotki. We wrześniu doznał kontuzji kości śródstopia. Do gry powrócił w listopadowym meczu z Arsenalem Londyn, przegranym przez Wigan 2:1. W grudniowym spotkaniu z Blackburn Rovers Heskey nabawił się kontuzji kostki. 14 kwietnia zdobył wyrównującą bramkę w 90. minucie spotkania z Chelsea F.C. W następnym spotkaniu z Tottenhamem Hotspur również zdobył bramkę na 1:1. Był to jego ostatni gol w sezonie 2007/2008, który zakończył z czterema bramkami w 28 ligowych występach.
Pierwszy gol w następnym sezonie zdobył w czwartym meczu, w wygranym 5:0 spotkaniu z Hull City. W październiku zasugerował, że byłby zainteresowany opuszczeniem Wigan, aby móc zagrać w Lidze Mistrzów, zaś jego były klub, Liverpool był zainteresowany podpisaniem z nim kontraktu w zimowym okienku transferowym. Mimo to, szkoleniowiec Wigan, Steve Bruce nakłaniał go do pozostania w klubie. Heskey o zainteresowaniu Liverpoolu powiedział: „Byłoby cudownie. Zobaczymy jak to pójdzie”. 1 listopada w wygranym 2:1 meczu z Portsmouth zdobył swoją setną bramkę w Premier League. Dave Whelan, prezes Wigan zasugerował, że Heskey mógłby odejść w styczniu 2009 roku za pieniądze, jak również może odejść w lecie za darmo, po przeciąganiu się rozmów nad nowym kontraktem. Jednak Steve Bruce powiedział, że zaakceptowałby tylko tę ofertę kupna Heskeya, która byłaby „niezwykła”. Mówił również, iż jest pewny tego, że piłkarz pozostanie w klubie. W grudniowym spotkaniu z Boltonem Wanderers Heskey doznał kontuzji ścięgna, przez co nie zagrał w trzeciej rundzie Pucharu Anglii z Tottenhamem Hotspur. Powiedział też, że pozostanie w Wigan do czasu do wygaśnięcia kontraktu.

### Aston Villa

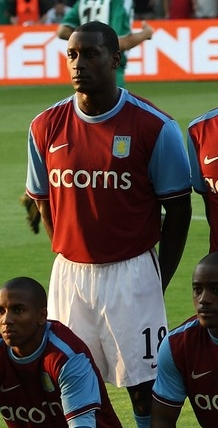
Emile Heskey grający w Aston Villi

Ostatecznie, 23 stycznia 2009 roku Heskey podpisał trzyipółletnią umowę z Aston Villą na kwotę 3,5 miliona funtów. W nowym zespole zadebiutował 27 stycznia w spotkaniu z Portsmouth, w którym zdobył również bramkę; był to pierwszy raz, kiedy Heskey zdobył gola w debiutanckim spotkaniu. Do końca sezonu zdobył jeszcze jedną bramkę, w zremisowanym 1:1 meczu z West Ham United. Sezon 2008/2009 zakończył natomiast z 14 ligowymi występami oraz dwoma strzelonymi golami. W lipcowym spotkaniu przedsezonowym z Málaga CF Heskey doznał wstrząsu.

### Newcastle United Jets
20 września 2012 roku podpisał roczny kontrakt z australijskim Newcastle Jets.

## Kariera reprezentacyjna
Heskey wraz z Michaelem Owenem grał w kadrze do lat 18, w której zaliczył osiem występów i zdobył pięć bramek. Wystąpił również na Mistrzostwach Europy rozgrywanych we Francji. 8 października 1996 roku w zremisowanym 0:0 spotkaniu z Polską zadebiutował w reprezentacji U-21. Łącznie w reprezentacji do lat 21 wystąpił 16 razy oraz zdobył sześć bramek. W lutym 1998 roku Heskey rozegrał swoje pierwsze i jedyne spotkanie w reprezentacji B, był to wygrany 2:1 mecz z Chile, w którym zdobył również bramkę.

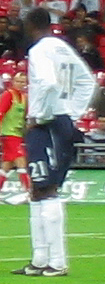
Heskey grający w reprezentacji Anglii w spotkaniu z Czechami w 2008 roku

Pierwsze powołanie do kadry seniorów otrzymał na towarzyskie spotkanie z Czechami 19 listopada 1998 roku, jednak w meczu tym nie zagrał. Ostatecznie zadebiutował 28 kwietnia 1999 roku w zremisowanym 1:1 pojedynku z Węgrami. Pierwszy raz od pierwszej minuty wystąpił natomiast 23 lutego 2000 roku w meczu z Argentyną. Zapewniło mu to miejsce w składzie na Mistrzostwa Europy. Jednak jego dwa wejścia z ławki rezerwowych w tym turnieju nie pomogły Anglii i została ona wyeliminowana w fazie grupowej. Heskey znalazł się również w kadrze na mundial w 2002 roku w Korei Południowej i Japonii. W spotkaniu ze Szwecją zagrał na pozycji lewoskrzydłowego, jednak nie sprawdził się na nieswojej pozycji. Zdobył natomiast bramkę w wygranym 3:0 w spotkaniu z reprezentacją Danii, co pomogło Anglii awansować do ćwierćfinału. Wystąpił w tym spotkaniu, jednak jego reprezentacja przegrała w nim 2:1 z późniejszymi mistrzami świata, Brazylią. W październikowym spotkaniu ze Słowacją on i Ashley Cole dostawali obelgi od kibiców przeciwnika. Doprowadziło to do tego, że UEFA rozpoczęła dochodzenie w tej sprawie. Słowacja ostatecznie była zmuszona rozgrywać swoje następne domowe spotkanie bez udziału fanów.
Miejsce w składzie Heskeya było poddane szczególnej uwadze po pojawieniu się w roku 2003 Wayne’a Rooneya. Jednak mimo iż był krytykowany za strzelanie małej liczby bramek w barwach narodowych był dalej integralną częścią składu i w czerwcowym spotkaniu z Serbią i Czarnogórą był kapitanem po zejściu z boiska Michaela Owena. Heskey znalazł się w składzie Anglii na Euro 2004, jednak nie wystąpił tam najlepiej i był bardzo krytykowany. W spotkaniu z Francją, kiedy jego reprezentacja wygrywała 1:0 wszedł na boisko i „podarował” Francji rzut wolny, po którym przeciwnik wyrównał i ostatecznie wygrał 2:1. W roku 2005 został ponownie powołany do reprezentacji, na spotkania eliminacji do mundialu z Irlandią Północną i Azerbejdżanem po tym, jak w sierpniu 2004 roku po meczu z Ukrainą nie grał w reprezentacji. Nie zagrał jednak w żadnym tym spotkaniu. Po przybyciu do kadry Petera Croucha prawdopodobieństwo gry Heskeya w kadrze było mniejsze.
Występy piłkarza w kadrze za kadencji Steve’a McClarena były ograniczone, mimo to we wrześniu 2007 roku dostał powołanie do kadry na spotkania eliminacji do Euro 2008 z Izraelem i Rosją, w zamian za kontuzjowanego Wayne’a Rooneya. Wcześniej Michael Owen powiedział, że chciałby występować w reprezentacji u boku Heskeya. Spotkanie z Izraelem rozpoczął od pierwszej minuty i pełnił ważną rolę w ataku Anglii, stał się również pierwszym angielskim graczem, który wystąpił w reprezentacji w czasie gry w Wigan. Wywalczył z Peterem Crouchem miejsce w składzie i w następnym meczu również wystąpił w wyjściowej jedenastce. Spotkanie to zakończyło się zwycięstwem jego reprezentacji 3:0, a on sam zaliczył asystę przy bramce Owena. Heskey był chwalony za występy w obydwu pojedynkach, były reprezentant Anglii, Alan Shearer powiedział: „Nigdy przez milion lat nie przypuszczałem, że będę dyskutować czy Heskeyowi należy się miejsce w składzie, ale napastnik Wigan wyróżniał się w obydwu spotkaniach”.
W styczniu 2008 roku został powołany do składu Fabio Capello na spotkanie ze Szwajcarią. Musiał się jednak wycofać z powodu kontuzji. Następne powołanie dostał na spotkanie z Czechami w sierpniu 2008 roku, wszedł z ławki rezerwowych w 46. minucie spotkania a cały mecz zakończył się remisem 2:2. Heskey zagrał również w wygranych spotkaniach eliminacji do mundialu 2010 z Andorą i Chorwacją. Anglik twierdził, że dostawał rasistowskie obelgi od kibiców Chorwacji oraz że słyszał monotonne śpiewanie od ich strony. FIFA zajęła się to sprawą i ostatecznie piłkarz dostał odszkodowanie w wysokości 15 tysięcy funtów. 15 października w meczu eliminacyjnym z Białorusią zagrał po raz pięćdziesiąty w kadrze narodowej. Heskeyowi przypisywano po tym również zasługę za poprawianie formy Wayne’a Rooneya w meczach reprezentacji. Tworzył z nim podstawową linię ataku Anglii, zostawiając na boku Owena. W lutym 2009 roku rozpoczął od pierwszej minuty mecz z Hiszpanią, co spotkało się z ostrą reakcją szkoleniowca Villi, Martina O’Neilla, który chciał wiedzieć dlaczego Heskey rozgrywa spotkanie po kontuzji. W marcowym meczu ze Słowacją zdobył pierwszą bramkę dla Anglii od sześciu lat. W meczu tym doznał kontuzji ścięgna, przez którą zmuszony był wycofać się ze składu.
11 maja 2010 roku znalazł się w szerokim, 30-osobowym składzie Anglii na Mistrzostwa Świata. 1 czerwca Fabio Capello wybrał ostateczny, 23-osobowy skład Anglików, w którym Heskey miał miejsce. 4 czerwca na treningu reprezentacji próbował odebrać piłkę Rio Ferdinandowi w taki sposób, że Ferdinand doznał kontuzji wykluczającej go z gry na mistrzostwach. 12 czerwca w meczu z reprezentacją Stanów Zjednoczonych asystował przy bramce Stevena Gerrarda. Spotkanie zakończyło się remisem 1:1.
15 lipca 2010 roku ogłosił zakończenie kariery reprezentacyjnej po strzeleniu siedmiu bramek w 62 meczach.

## Styl gry
Heskey jest silnym fizycznie środkowym napastnikiem, który twardo gra. Krytykowany jest jednak przez media za niską liczbę zdobywanych bramek. Jego głównym wkładem do drużyny jest przytrzymywanie piłki i przyciąganie obrońców, zostawiając za nimi wolną przestrzeń dla innego gracza, który może zdobyć bramkę. Uznawany jest za niesamolubnego piłkarza, który pozwala innym zawodnikom na strzelanie goli.

## Życie prywatne
Heskey był partnerem Kylee Pinsent, jednak opuścił ją w roku 2004 i zaręczył się z Chantellą Tagoe. Piłkarz jest ojcem pięciorga dzieci, troje z nich są ze związku z Pinsent, zaś dwoje z Tagoe. W roku 2009 jego majątek oszacowano na kwotę 12 milionów funtów. Jego narzeczona Tagoe w lipcu 2008 roku była świadkiem napadu z nożem w ich domu w Hale, podczas gdy był on na treningu. Złodzieje włamali się do domu i ukradli BMW, jednak ani Tagoe, ani żadne z ich dwójki dzieci nie odnieśli ran.
W czasie gry w Leicesterze Heskey otrzymał przydomek „Bruno”, ponieważ lubi boksera Franka Bruno.

## Sukcesy
Leicester City
- Puchar Ligi: 1997, 2000

Liverpool
- Puchar Anglii: 2001
- Puchar Ligi: 2001, 2003
- Tarcza Wspólnoty: 2001
- Puchar UEFA: 2001
- Superpuchar Europy: 2001

## Statystyki

### Klubowe
Stan na 16 maja 2010
| Klub            | Sezon     | Liga    | Liga | Puchar Anglii | Puchar Anglii | Puchar Ligi Angielskiej | Puchar Ligi Angielskiej | Puchary europejskie | Puchary europejskie | Łącznie | Łącznie |
| Klub            | Sezon     | Występy | Gole | Występy       | Gole          | Występy                 | Gole                    | Występy             | Gole                | Występy | Gole    |
| --------------- | --------- | ------- | ---- | ------------- | ------------- | ----------------------- | ----------------------- | ------------------- | ------------------- | ------- | ------- |
| Leicester City  | 1994/1995 | 1       | 0    | 0             | 0             | 0                       | 0                       | ––                  | ––                  | 1       | 0       |
| Leicester City  | 1995/1996 | 33      | 7    | 0             | 0             | 2                       | 0                       | ––                  | ––                  | 35      | 7       |
| Leicester City  | 1996/1997 | 35      | 10   | 3             | 0             | 9                       | 2                       | ––                  | ––                  | 47      | 12      |
| Leicester City  | 1997/1998 | 35      | 10   | 2             | 0             | 0                       | 0                       | 2                   | 0                   | 39      | 10      |
| Leicester City  | 1998/1999 | 30      | 6    | 2             | 0             | 8                       | 3                       | ––                  | ––                  | 40      | 9       |
| Leicester City  | 1999/2000 | 23      | 7    | 4             | 0             | 8                       | 1                       | ––                  | ––                  | 35      | 8       |
| Liverpool       | 1999/2000 | 12      | 3    | 0             | 0             | 0                       | 0                       | ––                  | ––                  | 12      | 3       |
| Liverpool       | 2000/2001 | 36      | 14   | 5             | 5             | 4                       | 0                       | 10                  | 3                   | 55      | 22      |
| Liverpool       | 2001/2002 | 35      | 9    | 2             | 0             | 1                       | 0                       | 16                  | 4                   | 54      | 13      |
| Liverpool       | 2002/2003 | 32      | 6    | 3             | 0             | 5                       | 0                       | 11                  | 3                   | 51      | 9       |
| Liverpool       | 2003/2004 | 35      | 7    | 4             | 1             | 2                       | 2                       | 6                   | 2                   | 47      | 12      |
| Birmingham City | 2004/2005 | 34      | 10   | 2             | 1             | 2                       | 0                       | ––                  | ––                  | 38      | 11      |
| Birmingham City | 2005/2006 | 34      | 4    | 3             | 0             | 3                       | 1                       | ––                  | ––                  | 40      | 5       |
| Wigan Athletic  | 2006/2007 | 34      | 8    | 1             | 0             | 1                       | 0                       | ––                  | ––                  | 36      | 8       |
| Wigan Athletic  | 2007/2008 | 28      | 4    | 2             | 0             | 0                       | 0                       | ––                  | ––                  | 30      | 4       |
| Wigan Athletic  | 2008/2009 | 20      | 3    | 0             | 0             | 2                       | 0                       | ––                  | ––                  | 22      | 3       |
| Aston Villa     | 2008/2009 | 14      | 2    | 0             | 0             | 0                       | 0                       | 0                   | 0                   | 14      | 2       |
| Aston Villa     | 2009/2010 | 31      | 3    | 4             | 0             | 5                       | 2                       | 2                   | 0                   | 42      | 5       |
| Łącznie         | Łącznie   | 502     | 113  | 37            | 7             | 52                      | 11                      | 47                  | 12                  | 638     | 143     |

### Reprezentacyjne
Stan na 6 czerwca 2009.
| Reprezentacja | Sezon     | Mecze | Gole |
| ------------- | --------- | ----- | ---- |
| Anglia        | 1998/1999 | 2     | 0    |
| Anglia        | 1999/2000 | 7     | 1    |
| Anglia        | 2000/2001 | 7     | 1    |
| Anglia        | 2001/2002 | 13    | 2    |
| Anglia        | 2002/2003 | 5     | 1    |
| Anglia        | 2003/2004 | 9     | 0    |
| Anglia        | 2007/2008 | 2     | 0    |
| Anglia        | 2008/2009 | 8     | 2    |
| Łącznie       | Łącznie   | 53    | 7    |

### Gole w reprezentacji
Stan na 6 czerwca 2009.
| Lp. | Data            | Miejsce            | Przeciwnik        | Gol na | Wynik      | Rozgrywki                   |
| --- | --------------- | ------------------ | ----------------- | ------ | ---------- | --------------------------- |
| 1.  | 3 czerwca 2000  | Ta’ Qali, Malta    | Malta             | 2:1    | Zwycięstwo | mecz towarzyski             |
| 2.  | 28 lutego 2001  | Birmingham, Anglia | Hiszpania         | 3:0    | Zwycięstwo | mecz towarzyski             |
| 3.  | 1 września 2001 | Monachium, Niemcy  | Niemcy            | 5:1    | Zwycięstwo | eliminacje do mundialu 2002 |
| 4.  | 15 czerwca 2002 | Niigata, Japonia   | Dania             | 3:0    | Zwycięstwo | eliminacje do mundialu 2002 |
| 5.  | 22 maja 2003    | Durban, RPA        | Południowa Afryka | 2:1    | Zwycięstwo | mecz towarzyski             |
| 6.  | 28 marca 2009   | Londyn, Anglia     | Słowacja          | 4:0    | Zwycięstwo | mecz towarzyski             |
| 7.  | 6 czerwca 2009  | Ałmaty, Kazachstan | Kazachstan        | 4:0    | Zwycięstwo | eliminacje do mundialu 2010 |